# Mallia Franklin
Mallia Franklin (n. 3 martie 1952 – d. 5 februarie 2010) a fost vocalistă în cadrul colectivului P-Funk, fiind cunoscută și ca regina funk-ului. Ea l-a introdus pe Junie Morrison, fost membru din Ohio Players, în P-Funk în 1978.